# Elisabeth Caspar-Hutter
Elisabeth Caspar-Hutter (* 3. Dezember 1949, heimatberechtigt in Schmitten) ist eine Schweizer Politikerin (SP). 
Caspar-Hutter wurde vom Kanton St. Gallen zum 25. November 1991 in den Nationalrat gewählt. Bei den Parlamentswahlen 1995 trat sie nicht mehr an und schied daher zum 3. Dezember 1995 aus der Grossen Kammer aus.